# گرینبرگ تراریگ
گرینبرگ تراریگ (به انگلیسی: Greenberg Traurig) یک شرکت حقوقی چندملیتی است که در سال ۱۹۶۷ تأسیس شد. این شرکت بیش از ۱٬۷۵۰ وکیل دارد.

## دفاتر
گرینبرگ تراریگ ۳۶ دفتر در کشورهای مختلف جهان دارد:

### آمریکای شمالی

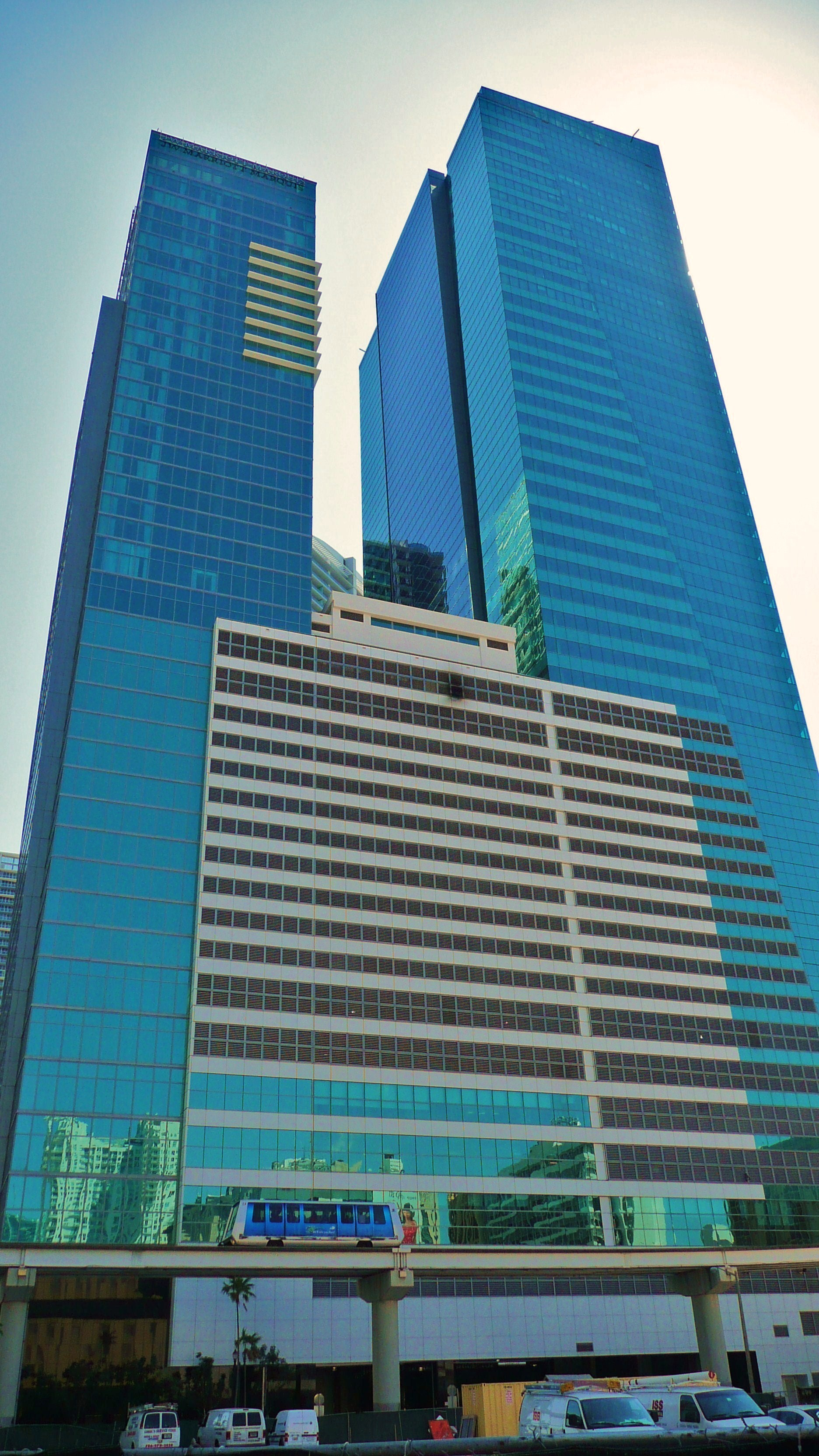
دفتر اصلی گرینبرگ تراریگ در میامی (فلوریدا)

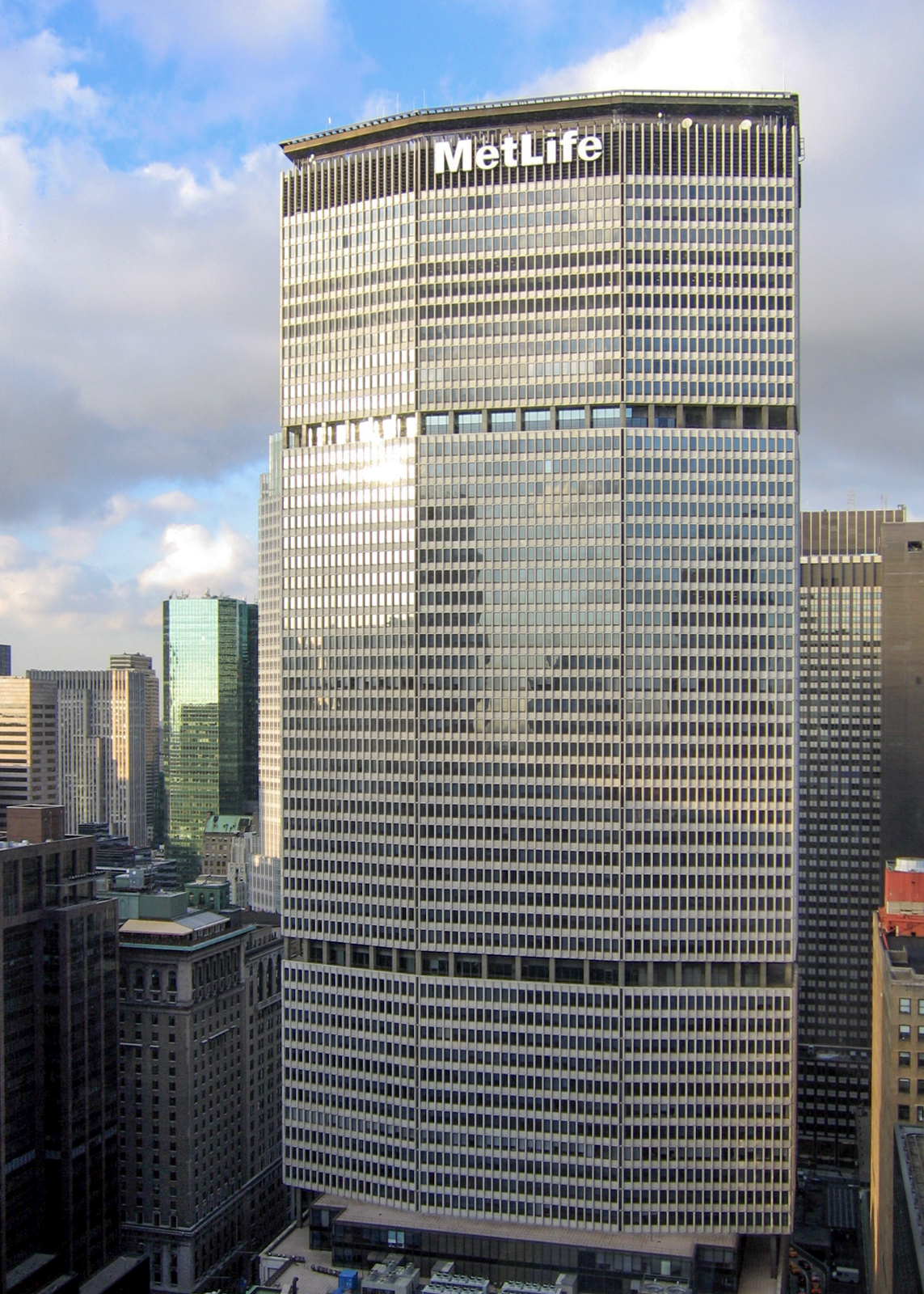
بزرگترین دفتر گرینبرگ تراریگ در ساختمان مت‌لایف

- آلبانی، نیویورک
- آتلانتا
- آستین، تگزاس
- بوکا راتون، فلوریدا
- بوستون، ماساچوست
- شیکاگو
- دالاس (برج جی‌پی مورگان چیس)
- ویلمینگتون، دلاور
- دنور، کلرادو
- فورت لادردیل، فلوریدا
- هیوستون
- لاس وگاس
- لس آنجلس
- مکزیکو سیتی
- میامی (فلوریدا)
- فلورهام پارک، نیوجرسی
- نیویورک
- شهرستان اورنج، کالیفرنیا
- اورلندو، فلوریدا
- فیلادلفیا، پنسیلوانیا
- فینیکس، آریزونا
- ساکرامنتو
- سان فرانسیسکو
- دره سیلیکون
- تالاهاسی
- تمپا، فلوریدا
- تایسونز کرنر، ویرجینیا
- واشینگتن، دی سی
- وست پالم بیچ، فلوریدا
- وایت پلاینز، نیویورک

### اروپا
- آمستردام
- لندن
- ورشو
- میلان
- رم

### آسیا
- سئول، کره
- شانگهای، چین
- تل‌آویو، اسرائیل